# Lemud
Lemud település Franciaországban, Moselle megyében. Lakosainak száma 524 fő (2022. január 1.). Lemud Bazoncourt, Ancerville, Aube, Rémilly és Sanry-sur-Nied községekkel határos.

## Népesség
A település népességének változása:
| Lakosok száma | 167  | 322  | 323  | 303  | 313  | 413  | 501  | 527  | 539  | 524  |
|               | 1968 | 1982 | 1990 | 2006 | 2013 | 2015 | 2017 | 2019 | 2020 | 2022 |